# بومبولو
بومبولو (ایتالیایی: Bombolo؛ ‏ ۲۲ مهٔ ۱۹۳۱ – ۲۱ اوت ۱۹۸۷) بازیگر اهل ایتالیا بود.
از فیلم‌های او می‌توان به شب زفاف، یک هفته کنار دریا، شوهر در تعطیلات، تمام آنچه باید آشکار شود، تعطیلات زمستانی، تعطیلات کاکتوسی، آفرین به فک، ایتالیای کوچک و مسالینا، مسالینا! اشاره کرد.